# Horizons (album)
A Horizons a Starset amerikai rockegyüttes negyedik stúdióalbuma, amely 2021. október 22-én jelent meg, a Fearless Records kiadón keresztül. Az együttes korábbi lemezeihez hasonlóan koncepcióalbum.

## Háttér
2020-ban, a budapesti koncertjük előtt Dustin Bates interjút adott az M2 Petőfi TV-nek. Ebben az interjúban elmondta, hogy már dolgozik a következő albumon és a rajongóknak nem kell majd annyit várniuk rá, mint a Divisions-re: „Már nem kell sokat rá várni. Most is írom, holnap reggel majd valaki más fog rajta dolgozni, a turné alatt is dolgozunk.”
2020 októberében lehetett először új zenét hallani az együttestől, mikor az Arknights videójáték két éves évfordulójának ünneplésére engedélyt adtak a készítőknek az INFECTED című daluk felhasználására. Az Infected hivatalosan 2021. április 26-án jelent meg. 2021. szeptember 10-én jelentette be hivatalosan is az együttes negyedik stúdióalbumának, a Horizonsnak a megjelenését. Ugyanezen a napon megjelent az első promóciós kislemez kislemezük is az albumról, a The Breach. Az albumról még két promóciós kislemez, a Leaving This World Behind és az Earthrise jelent meg.

## Számlista
| 1.    | UNVEILING THE ARCHITECTURE | Dustin Bates Paul Trust           | 1:45 |
| 2.    | THE BREACH                 | Bates Garrison Turner Joe Rickard | 4:20 |
| 3.    | OTHERWORLDLY               | Bates Sahaj Ticotin               | 5:02 |
| 4.    | ICARUS                     | Bates Rickard Trust               | 4:48 |
| 5.    | EARTHRISE                  | Bates Rickard Trust               | 4:56 |
| 6.    | LEAVING THIS WORLD BEHIND  | Bates Turner                      | 4:27 |
| 7.    | DEVOLUTION                 | Bates Rickard Trust               | 5:09 |
| 8.    | ANNIHILATED LOVE           | Bates Johnny Andrews Ticotin      | 4:44 |
| 9.    | ALCHEMY                    | Bates Erik Ron Rickard            | 5:19 |
| 10.   | DISAPPEAR                  | Bates Rickard Trust               | 5:53 |
| 11.   | THIS ENDLESS ENDEAVOR      | Bates Rickard Ricky Armellino     | 5:02 |
| 12.   | SYMBIOTIC                  | Bates Stephen Aiello              | 3:23 |
| 13.   | DREAMCATCHER               | Bates Rickard Turner              | 4:53 |
| 14.   | TUNNELVISION               | Bates Aiello                      | 4:09 |
| 15.   | INFECTED                   | Bates Andrews                     | 3:08 |
| 16.   | SOMETHING WICKED           | Bates Rickard Graves              | 3:59 |
| 70:57 |                            |                                   |      |

## Közreműködő előadók
- Dustin Bates – vokál, dalszerző, producer
- Joe Rickard – dobok, producer, dalszerző, master, programozás
- Jasen Rauch – basszusgitár
- Lester Estelle – dobok
- Niels Nielsen – master
- Igor Petrovics Horosev – programozás
- Alex Niceforor – programozás
- Erik Ron – dalszerző
- Garrison Turner – dalszerző
- Johnny Andrews – dalszerző
- Paul Trust – dalszerző
- Ricky Armenillo – dalszerző
- Rob Graves – dalszerző
- Sahaj Ticotin – dalszerző
- Stephen Aiello – dalszerző

## Slágerlisták
| Slágerlista (2021)                     | Legmagasabb pozíció |
| -------------------------------------- | ------------------- |
| UK Rock & Metal Albums (OCC)           | 28                  |
| US Independent Albums (Billboard)      | 32                  |
| US Top Album Sales (Billboard)         | 27                  |
| US Top Alternative Albums (Billboard)  | 22                  |
| US Top Current Album Sales (Billboard) | 23                  |
| US Top Hard Rock Albums (Billboard)    | 10                  |
| US Top Rock Albums (Billboard)         | 38                  |

## Kiadások
| Régió       | Dátum             | Formátum                                     | Kiadó            | For.  |
| ----------- | ----------------- | -------------------------------------------- | ---------------- | ----- |
| Világszerte | 2021. október 22. | streaming, digitális letöltés, hanglemez, CD | Fearless Records | [ 1 ] |